# St Luke's Anglican Church, Junee
St Luke's Anglican Church (svenska: S:t Lukas anglikanska kyrka) är en kyrka belägen i orten Junee i New South Wales i Australien som tillhör Anglikanska kyrkan i Australien. Kyrkan ritades av Arthur Blackett och uppförandet började den 24 maj 1889 på mark som hade köpts två år tidigare. Kyrkan, som kostade 1 500 australiska pund, invigdes november 1889. September 1911 invigdes en sakristia och ny altardel. Kyrkans hall byggdes ut 1993 då nya lokaler uppfördes, och även ett tak mellan hallen och kyrkobyggnaden byggdes vid denna tid.